# Nordische Miscellaneen

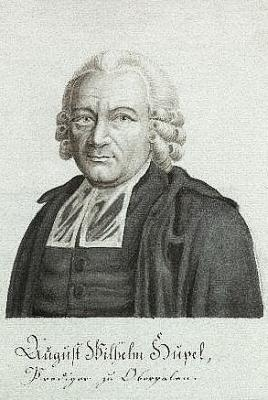
August Wilhelm Hupel

Die Nordischen Miscellaneen war Ende des 18. Jahrhunderts eine im Baltikum in loser Folge erscheinende wissenschaftliche und populärwissenschaftliche Zeitschriftenreihe.

## Nordische Miscellaneen
Sie wurden von dem deutschbaltischen Pastor August Wilhelm Hupel (1737–1819) in Riga in deutscher Sprache herausgegeben. Die viel gelesenen Aufsätze hatten große Wirkung auf die Ausweitung des Wissens in und über die baltischen Provinzen des russischen Reiches. Bis heute geben sie einen facettenreichen Eindruck vom baltischen Leben und Denken im Zeitalter der Aufklärung.
Zwischen 1781 und 1791 publizierte Hupel 28 Bände der Nordischen Miscellaneen. Sie erschienen im Verlag von Johann Friedrich Hartknoch. Die einzelnen Teile („Stücke“) enthalten kürzere oder längere Beiträge zur Geschichte, Landeskunde, Volkskunde, Wirtschaft in Estland, Livland, Kurland und Russland und gelegentlich anderen Ostseeländern. Daneben geben sie nützliches praktisches Wissen weiter. Teils werden die Autoren der Beträge genannt, teils bleiben sie anonym.
Hauptzweck der Reihe war es, vertiefte Kenntnisse über das Baltikum unter der gebildeten Bevölkerung zu verbreiten. Hupel schrieb dazu in seiner Vorbemerkung zum ersten Band 1781: Nutzbarkeit und Mannigfaltigkeit soll das Gesetz seyn nach welchem ich die Aufsätze ordnen und einrücken werde.

## Neue Nordische Miscellaneen
Von 1792 bis 1798 erschienen in Riga als Fortsetzung die Neuen Nordischen Miscellaneen. Die insgesamt 18 Teile der Neuen Nordischen Miscellaneen gab ebenfalls Hupel heraus, verlegt wurden auch diese bei Hartknoch.